# Kirkland, Eden
Kirkland är en by (village) i Culgaith, Cumbria, England. Den har en kyrka.